# Oleksandr Skitchko
Oleksandr Skitchko (en ukrainien Олександр Олександрович Скічко), né le 28 avril 1991 à Tcherkassy, est un acteur et présentateur de télévision ukrainien.

## Biographie
Il a été choisi comme présentateur du 62e concours eurovision de la chanson à Kiev en compagnie de Timur Miroshnychenko et de Volodymyr Ostapchuk.
Il était gouverneur de l'oblast de Tcherkassy jusqu'au 1er mars 2022.